# Wu Jyh Cherng
Wu Jyh Cherng (pinyin: Wǔ Zhì Chéng) (武 志成) (Taipé, 28 de novembro de 1958 - Rio de Janeiro, 10 de setembro de 2004) foi um sacerdote taoista taiwanês naturalizado brasileiro, fundador e regente da Sociedade Taoista do Brasil e pontífice do taoismo no país. Dedicou-se especialmente à tradução de livros taoistas diretamente do chinês arcaico para o português. Divulgou o taoismo no Brasil proferindo palestras por todo o país e ministrando cursos sobre o significado da tradição taoista, sobre meditação taoista e sobre as artes taoistas. Formou e ordenou sacerdotes brasileiros em Taiwan e no Rio de Janeiro, e acompanhou discípulos em viagens a Taiwan e à China Continental para iniciações avançadas nas práticas de meditação com autênticos mestres chineses taoistas.

## Biografia
Mestre Cherng nasceu em Taiwan, em 1958, filho único de um casal chinês que se refugiou em Taiwan quando eclodiu a guerra civil na China Continental. Em 1973, com 14 anos de idade, muda-se com seus pais para o Brasil, onde vai viver no Rio de Janeiro. 
Ainda em Taiwan, faz seu primeiro contato com o taoismo e o budismo através dos livros colecionados em casa por seu pai, Wu Chao-Hsiang (pinyin: Wǔ Cháo Xiàng), mestre em tai chi chuan (Pinyin: Tài Jí Quán) pela Sociedade Chinesa de Tài Jí e um dos primeiros introdutores da acupuntura e das artes marciais no Brasil, no Rio de Janeiro, onde fundou o Instituto de Cultura Chinesa. Por conta do fascínio que as fotos e as descrições de figuras singulares contidas naqueles livros exerciam sobre a sua imaginação, mestre Cherng, dos nove aos dez anos, enxergava o mundo místico como um mistério que só aguardava pelo tempo certo para lhe ser revelado. Surge aí seu interesse pelas artes marciais, cujo aprendizado inicia através da prática do Shao-Lin e Tai-Chi, na expectativa de se aproximar da descoberta daqueles segredos. Mas, a partir dos 13 anos, diante de uma manobra do destino que o fez acompanhar seus pais numa mudança para o Brasil, abandona aos poucos suas ideias da infância e, conforme suas próprias palavras em entrevista publicada no livro "Encontros com Deus", de Valéria Martins, passa por um período de vida em que bloqueia as crenças religiosas ou místicas. 
Já com residência fixada no Rio de Janeiro, adotou um comportamento progressivamente rebelde e agressivo, fase em que manifestou um problema de artrite reumatoide como culminância do processo de revolta contra o mundo iniciado um pouco antes. Esta doença, que ataca aos poucos e num crescendo as articulações do corpo de uma pessoa, o mantém entre os 15 e 19 anos submetido, inicialmente, a uma relativa falta de liberdade física que evolui para a perda acentuada da capacidade de locomoção. Até que se inicia o processo de remissão do mal: ele readquire paulatinamente sua saúde e volta a andar, recobrando todos os seus movimentos.

### Encontro com o Taoismo
Após rejeitar o uso de recursos da medicina tradicional chinesa sugeridos por seu pai para tratar a doença crônica, mestre Cherng passa por todos os tipos de tratamentos alopáticos medicamentosos receitados por médicos que não conseguem debelar a enfermidade que o acometia. Chega ao auge do mal-estar e só piora, cada vez mais. Diante do quadro, e compreendendo as implicações daquela piora sistemática, seu pai interfere de forma decisiva na evolução dos acontecimentos através de um diálogo franco e generoso, onde lhe diz, de forma clara e sem rodeios, que poderá escolher entre viver ou morrer, e se optar pela vida, ele poderá ajudá-lo, aconselhando para isso a terapia com acupuntura e medicina chinesa, como a única possibilidade de reversão da moléstia que o estava derrotando. Mestre Cherng se vê diante da morte e, após uma semana de reflexão, dá, ao pai, a resposta que salvaria sua própria vida: aceita o tratamento e, sob a sua orientação, passa a treinar respiração e Tai Chi Chuan (inicialmente apenas com os braços), e a receber diariamente a aplicação da acupuntura praticada por seu pai. Começa a melhorar e a partir daqui, com as esperanças renovadas, redescobre a sabedoria milenar contida nos ensinamentos taoistas e passa a dedicar seu interesse ao aprendizado da acupuntura, para trabalhar como terapeuta.
Recuperado, volta às atividades normais de um jovem. Vai estudar na Escola de Artes Visuais do Parque Lage, faz novas amizades e descobre, lentamente, que todos os objetos do seu interesse de estudo nas áreas da acupuntura, Tai Chi Chuan e Chi Kun (Pinyin: Tài Jí Quán e Qì Gong) tinham sempre a mesma raiz, o taoismo. Seu interesse por essa tradição começa a crescer, ele redescobre sua veia mística e parte em busca do seu caminho espiritual. Estuda ocultismo ocidental e faz meditação budista, enquanto continua a pesquisar os ensinamentos do taoismo. Paralelamente, frequenta ritos de outras religiões, a templária, o candomblé, o xintoísmo e outras, e se prepara para fazer uma viagem ao Japão, aprendendo japonês para estudar o budismo tântrico. Mas, quando está prestes a se tornar monge budista, todos os ensinamentos adquiridos ao longo da vida falam mais alto à sua consciência e ele compreende que o taoismo era o caminho que buscava. Sua vida, então, dá outra guinada: mestre Cherng define seu rumo, adota a prática da meditação taoista e começa sua busca por um mestre taoista que pudesse orientar seus passos nas vidas mundana e espiritual. 
Nesta fase, iniciam-se as viagens regulares que faz ao seu país de origem em busca de autênticos conhecimentos taoistas. Com o patriarca da Sétima Geração da Escola Oeste do Taoismo, o mestre de alquimia Mǎ Hé Yáng faz sua primeira iniciação em alquimia interior. Além da iniciação na prática espiritual interna, introspectiva de meditação e transmutação, aprende sobre conhecimentos místicos e ritualísticos com o mestre Kon, discípulo ajudante do antepenúltimo Mestre Celestial, Pontífice do Taoismo Ortodoxo. Posteriormente, encontra, ainda a orientação do mestre Zào e, com ele, completa seus conhecimentos de ritos e cerimônias, implantando, nos templos taoistas inaugurados por ele no Brasil, rituais devocionais similares aos praticados pelos taoistas em escolas de Taiwan que adotam disciplinas rigorosas para as práticas dos seus sacerdotes.
Junto com o despertar da curiosidade pelos ensinamentos místicos e filosóficos taoistas, mestre Cherng abre seu leque de opções e dirige sua atenção para a compreensão do mundo, começando também a desvendar os segredos das artes taoistas, que se constituem de um conjunto de teorias e práticas criadas a partir dos conhecimentos da medicina tradicional chinesa e das leituras da Natureza, do Homem e do Céu e da Terra, com o objetivo de restaurar o equilíbrio energético de uma pessoa na sua relação com o Universo. Inicia-se nas artes do Tai Chi Chuan, Chi Kun, Pa Kua e Xīn Yīn (Pinyin: Tài Jí Quán, Qì Gong, Ba Guà e Xīn Yīn), enquanto se mantém na aprendizagem e no exercício da acupuntura, incluindo agora os estudos da Medicina Chinesa. 
No ano de 1987, recebe em Taiwan, de seus mestres da Sociedade Taoista da China, órgão governante do taoismo mundial, a ordenação de sacerdote taoista pelo Dào Jiào Shì Jiè Zǒng Miào (Comitê Central Mundial do Taoismo). Prossegue com seu treinamento e atinge o nível de hierarquia dentro da liturgia chamado de Alto Ofício, Mestre da Lei (Gāo Gōng Fǎ Shì). Posteriormente, recebe, de seus superiores, o grau de Mestre em Oráculos, especializando-se no I Ching, o Tratado das Mutações (Pinyin: Yì Jīng). Aprofunda seus estudos em astrologia chinesa (Pinyin: Zi Wei Dou Shù) e Feng Shui (Pinyin: Fēngshuǐ), a arte taoista de harmonizar a energia dos ambientes. Desta forma, os ensinamentos que repassa para seus alunos e discípulos no Brasil, recebidos e aprendidos com seus mestres chineses, datam da antiguidade chinesa e se estendem, notadamente, pelas esferas da filosofia, ciência, arte e misticismo. 

### Difusão do taoismo no Brasil
No início da década de 1980, quando retorna ao Brasil de uma de suas viagens, abre uma academia no bairro do Leblon, no Rio de Janeiro, para ensinar Tai Chi Chuan (Pinyin: Tài Jí Quán) e acupuntura. Utiliza o espaço, na mesma ocasião, para dar início ao seu projeto de difusão do taoismo no Brasil, compartilhando seus estudos com um grupo de brasileiros que se formara à sua volta e passa a ministrar, ali, palestras semanais sobre a filosofia taoista, tendo, como base de estudos, o clássico Tao Te Ching (Pinyin: Dào Dé Jīng), de autoria de Lao Tzé (Pinyin: Lǎo Zǐ), traduzido por ele diretamente do chinês para o português, além de outros clássicos taoistas. Viaja outras vezes para o Oriente e, na volta de uma dessas viagens, após sua ordenação como sacerdote, lança em 1990, junto com o grupo que o acompanhava, as bases do que viria a ser a Sociedade Taoista do Brasil, criada no ano seguinte. Até o momento, esta instituição permanece como a única representante oficial do taoismo na América Latina, vinculada à Sociedade Taoista da China e aos ensinamentos da linhagem clássica da Tradição ou Escola Zhēng Yì, um ramo da Ordem Ortodoxa Unitária do Taoismo, com sede em Taiwan. Casa-se em 1997 com Lieselotte Schwair e, em 2001, torna-se pai de uma filha, Moira Wu. 
A fundação da Sociedade Taoista do Brasil foi o início da transmissão da linhagem da Ordem Ortodoxa Unitária do Taoismo para o Brasil, via Rio de Janeiro. Desde então, mestre Cherng dedicou-se a preservar e difundir, no país, seus ensinamentos, introduzindo, na América do Sul, a milenar tradição taoista dos sábios chineses, em todas as suas expressões: espiritual, filosófica, cultural e científica. 
Conseguiu conjugar um templo (Templo da Transparência Sublime) e uma escola de artes taoistas num mesmo espaço, a sede da Sociedade Taoista do Brasil no bairro do Cosme Velho, na Zona Sul do Rio de Janeiro, que se transformou no grande polo de irradiação dos conhecimentos do Tao (Pinyin: Dào) para outros estados do país. Em 2002, inaugurou a segundo templo taoista (Templo do Tesouro do Espírito) e a segunda unidade da Sociedade Taoista do Brasil num mesmo espaço, na cidade de São Paulo, no bairro da Aclimação, atualmente em atividade no bairro da Liberdade. Estas duas representações são os locais onde até hoje os sacerdotes, professores e seguidores do Tao (Pinyin: Dào) permanecem, dando continuidade às práticas e aos estudos taoistas, como sempre fizeram quando mestre Cherng esteve ausente, em retiros programados.
Seu trabalho pioneiro conseguiu resgatar o caráter unitário da tradição taoista, oferecendo, num mesmo local, o ensino e a prática da meditação, as palestras sobre filosofia, os cursos das artes e um templo para a realização de práticas devocionais. Todo este esforço recebeu total apoio por parte dos dirigentes do Taoismo Mundial, que consideraram louvável a sua iniciativa, como exemplo que poderia ser seguido e implantado até mesmo para estudantes em Taiwan. Mestre Cherng abriu ainda, aos ocidentais, o caminho do sacerdócio para brasileiros não pertencentes à colônia chinesa. Em 1991, foram ordenados os primeiros Sacerdotes Taoistas brasileiros em Taiwan, seguidos de outras duas turmas, em 1998 e 2003 no Rio de Janeiro, primeiros ocidentais a terem acesso, no Brasil, à parte mais hermética da tradição taoista e a receber, fora da China, a ordenação de sacerdotes.
Durante 18 anos à frente desse trabalho de difusão dos princípios filosóficos e místicos taoistas no Brasil, mestre Cherng dedicou-se especialmente à tradução dos clássicos taoistas da Antiguidade, diretamente do chinês arcaico para o português, língua que falava de forma fluente e que usava com propriedade e elegância para transmitir o ensinamento com a generosidade que se adivinha num verdadeiro mestre espiritual. Era dono de vasto vocabulário de alto nível na língua portuguesa, o que lhe permitia comunicar-se com seus interlocutores de uma maneira sutil e abrangente; com isto, fazia-se compreender por todos que o ouviam, independentemente do nível de questões que se apresentassem.
Repassou, como doação para amigos, alunos, discípulos e todos que estivessem minimamente interessados no que ele se dispunha a ensinar, técnicas taoistas de meditação, alquimia interior e ritos espirituais, compostos de cânticos e mantras. No Templo da Transparência Sublime, no Rio de Janeiro, ministrava palestras semanais gratuitas, abertas ao público que comparecia em busca dos conhecimentos que transmitia.
Em 2004, mestre Cherng fez sua passagem. Deixou, como legado para o mundo, uma geração de professores especializados e sacerdotes, formados ou iniciados em diversas artes taoistas, como I Ching (pinyin: Yì Jīng) - Tradicional e Flor de Ameixeira, Tai Chi Chuan (pinyin: Tài Jí Quán), Tai Chi Jian (Espada Tai Chi Chuan - pinyin: Tài Jí Jian), Chi Kun (pinyin: Qì Gong), Tui Na (pinyin: Tuí Na), massagem chinesa (Pinyin: Án Mô; em japonês: Shiatsu), Feng Shuí (Pinyin: Fēngshuǐ) - Escola Ba Zhai e Escola Xuan Kon Fei Xin, astrologia chinesa (Pinyin: Zi Wei Dou Shù), Estratégia (A Arte da Guerra) e caligrafia chinesa, livros publicados e inúmeros textos e obras escritas e traduzidas do Cânon Taoista e de autores clássicos até hoje inéditos no Ocidente, que aguardam por publicação. Seu acervo inclui centenas de livros raros no idioma original, o chinês clássico, e milhares de horas de fitas cassete e de vídeos, com registros de voz e de imagem das palestras e aulas gravadas por discípulos que permanecem trabalhando para que o conhecimento passado por ele não se perca no esquecimento. 

### De sua autoria
- "I Ching – A Alquimia dos Números" (Rio de Janeiro (RJ); Editora Objetiva,1993; Editora Mauad, reedição, 2001); ISBN: 85-7478-036-7
- "Tai Chi Chuan – a Alquimia do Movimento" (Rio de Janeiro (RJ); Editora Mauad, reedição, 1998);  ISBN: 85-85756-65-9
- "Iniciação ao Taoismo"
  - vol.1 (Rio de Janeiro (RJ); Editora Mauad; 2000) ISBN: 85-7478-017-0
  - vol.2 (obra póstuma) (Rio de Janeiro (RJ); Editora Mauad; 2006); ISBN: 85-7478-174-6
- "Dào Em Sua Essência" (obra póstuma) (Rio de Janeiro (RJ); Editora Mauad; 2005); ISBN: 9788574781808

### Tradução direta do chinês para o português
- "Alquimia Taoista – Diálogos", de autoria de Maa Ho Yang (Rio de Janeiro (RJ); Editora Numem; 1991);
- "Tao Te Ching, o Livro do Caminho e da Virtude" (pinyin: Dào Dé Jīng), livro de bolso, autoria de Lao Tzé (pinyin: Lǎo Zǐ). (Rio de Janeiro (RJ); Editora Ursa Maior, 1996; Editora Mauad, reedição, 1999). ISBN: 85-85756-85-3

### Obras póstumas em coautoria
- "Meditação Taoista", que inclui, na íntegra, a obra "Zuò Wàng Lùn, Tratado Sobre Sentar e Esquecer", escrito no século VIII pelo patriarca taoista Si Ma Cheng Zhen, traduzido e interpretado por Wu Jyh Cherng (Rio de Janeiro (RJ); Editora Mauad; 2008); ISBN: 9788574782577
- "Tratado Sobre a União Oculta, Yīn Fú Jīng", de autoria de Huangdi, o Imperador Amarelo, Patriarca Inicial Taoista, que viveu no século XXVII a.C. O texto original foi traduzido e interpretado por Wu Jyh Cherng (Rio de Janeiro (RJ); Editora Mauad; 2008); ISBN: 978-85-7478-281-2
- "Tao Te Ching, o Livro do Caminho e da Virtude" (pinyin: Dào Dé Jīng), com comentários do tradutor, de autoria de Lao Tzé (pinyin: Lǎo Zǐ), patriarca do caminho taoista, que, se presume, viveu entre os séculos XIV e XIII a.C. O texto original já havia sido traduzido por Wu Jyh Cherng para um livro de bolso. Nesta edição, foi acrescentada uma interpretação do tradutor (Rio de Janeiro (RJ); Editora Mauad; 2011). ISBN: 9788574783598
- "I Ching : O Tratado Das Mutações" (Rio de Janeiro (RJ); Editora Mauad; 2014); ISBN: 9788574787305
- "Trilhando o Caminho - Palestras de Wu Jyh Cherng" (Rio de Janeiro (RJ); Editora Mauad; 2020); ISBN: 9786587631325